# Ferrol, Romblon

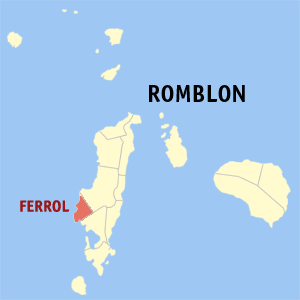
Bản đồ Romblon với vị trí của Ferrol

Ferrol () là một đô thị hạng 5 ở tỉnh Romblon. . Theo điều tra dân số năm 2007, đô thị này có dân số 6.395 người.
Ferrol được chia thành 6 barangay:
- Agnonoc
- Bunsoran
- Claro D. Recto
- Poblacion (Corrugna)
- Hinaguman
- Tubigon